# Chomo Lönzo
Chomo Lönzo (eller Chomo Lonzo, Chomolonzo, Chomolönzo, Jomolönzo eller Lhamalangcho) er et bjerg i Tibet. Det ligger i bjergkæden Mahalangur Himal i Himalaya, og danner den nordre flanke af Makalu-massivet. Toppen er 7.804 moh., hvilket som gør Chomo Lönzo til verdens 24. højeste bjerg.
Bjerget ligger i Tibet i Kina, tæt ved grænsen til Nepal.
Bjerget blev besteget første gang 30. oktober 1954, af de franske bjergbestigere Jean Couzy og Lionel Terray i forbindelse med en undersøgelsesekspedition til Makalu. De nåede toppen fra Sakietang-La, som adskiller Chomo Lönzo fra Makalu.

## Eksterne kilder og henvisninger
1. ↑  Hohe Siebentausender